# Canning Town
Canning Town is een wijk in het Londense bestuurlijke gebied London Borough of Newham, in het oosten van de regio Groot-Londen.
Canning Town ligt in de Lower Lea Valley, nabij het punt waar de rivier de Lea in de Theems stroomt. De wijk ligt tevens midden in de Docklands, de (voormalige) haven van Londen, ten noorden van het Royal Victoria Dock uit 1855. De wijk dankt zijn ontstaan aan de haven en daaraan gerelateerde activiteiten. In Canning Town liggen diverse arbeiderswijken, waar voorheen voornamelijk havenarbeiders woonden. De meest verkrotte wijken zijn rond het midden van de twintigste eeuw vervangen door nieuwbouw. In de laatste decennia van de twintigste eeuw is men begonnen met de transformatie van het voormalige havengebied en de locatie van de Rathbone Market tot woongebied, waarbij voornamelijk hoogbouw wordt toegepast.
In de wijk ligt het drukke overstapstation Canning Town (metrostation).

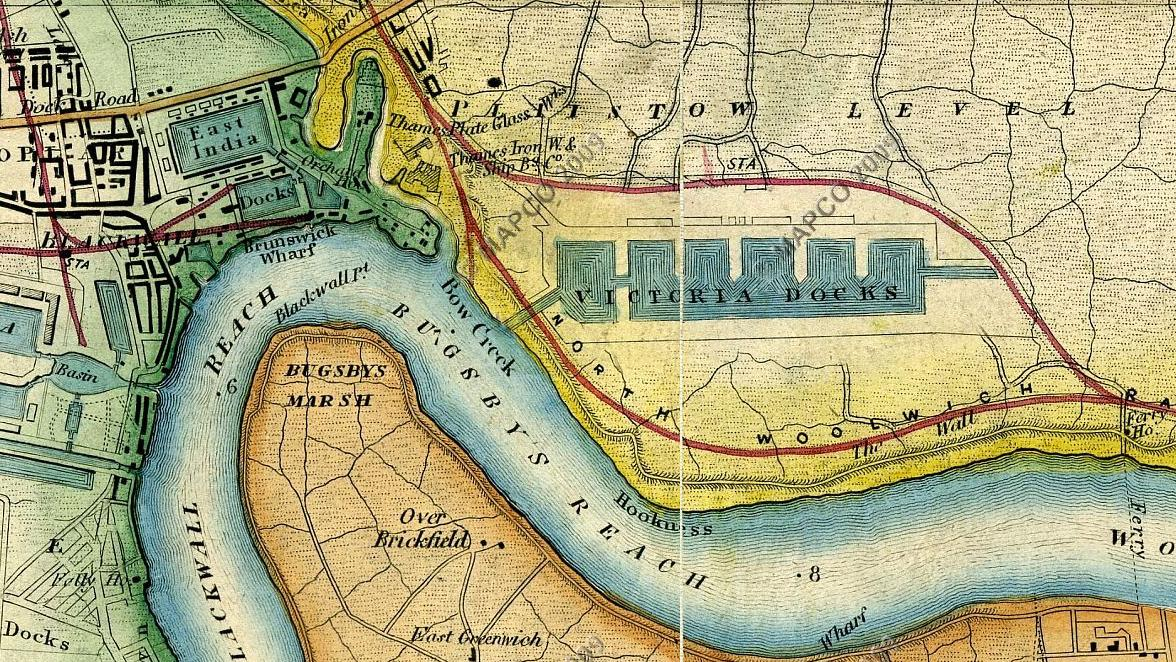
Kaart uit 1872. Ten noorden van de Victoria Docks ontwikkelde zich Canning Town
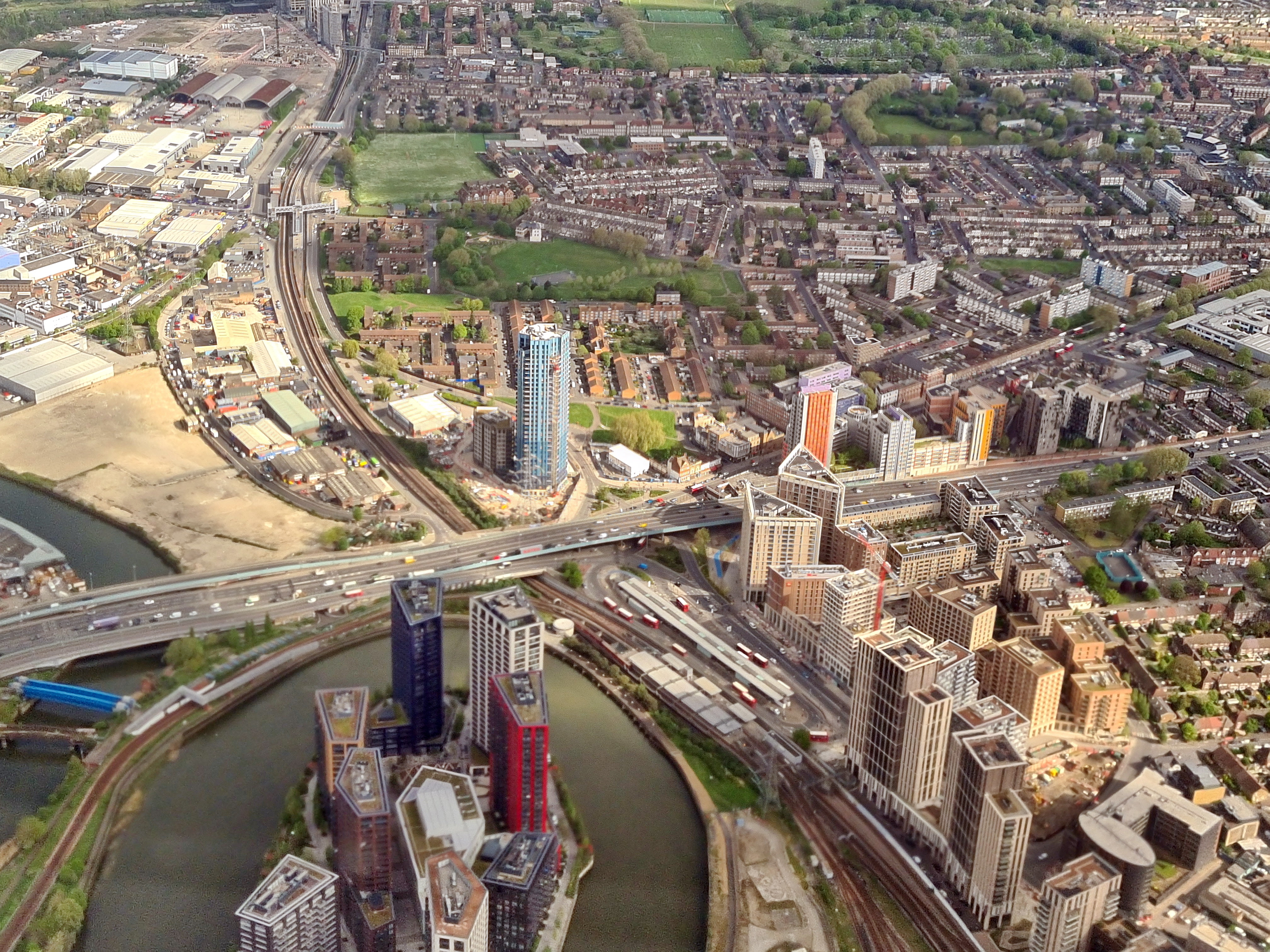
Canning Town anno 2024: bedrijfspanden, laagbouwwijken en recente hoogbouw

## Geboren
- Reg Varney (1916-2008), acteur
- Johnny Speight (1920-1998), scenarioschrijver
- Windsor Davies (1930-2019), acteur
- Dennis Stratton (1954), gitarist
- Lee Bowyer (1977), voetballer